# Фредерік Веселі
Фредерік Веселі (алб. Frédéric Veseli, нар. 20 листопада 1992, Рененс) — швейцарський та албанський футболіст, захисник турецького «Фатіх Карагюмрюк» та національної збірної Албанії.

## Клубна кар'єра
Народився 20 листопада 1992 року в місті Рененс. Вихованець юнацьких команд футбольних клубів «Лозанна», «Манчестер Сіті» та «Манчестер Юнайтед».
У дорослому футболі дебютував 2013 року виступами за команду клубу «Іпсвіч Таун», в якій провів один сезон. 
Протягом 2014 року захищав кольори команди клубу «Бері».
Своєю грою за останню команду привернув увагу представників тренерського штабу клубу «Порт Вейл», до складу якого приєднався 2014 року. Відіграв за команду зі Сток-он-Трент наступний сезон своєї ігрової кар'єри. Більшість часу, проведеного у складі «Порт Вейла», був основним гравцем захисту команди.
До складу клубу «Лугано» приєднався 2015 року. Протягом сезону відіграв за команду з Лугано 33 матчі в національному чемпіонаті.
В подальшому три з половиною роки відіграв в Італії за «Емполі». Першу половину 2020 року провів у французькому друголіговому «Ле-Мані», після чого повернувся до Італії — протягом двох сезонів грав за «Салернітану», після чого став гравцем «Беневенто». Відіграв за цю команду один сезон у другому італійському дивізіоні.
22 липня 2023 року на правах вільного агента уклав дворічну угоду з турецьким клубом «Фатіх Карагюмрюк».

## Виступи за збірні
У 2007 році дебютував у складі юнацької збірної Швейцарії, взяв участь у 50 іграх на юнацькому рівні.
Протягом 2011–2012 років залучався до складу молодіжної збірної Швейцарії. На молодіжному рівні зіграв у 8 офіційних матчах, забив 1 гол.
У 2015 році дебютував в офіційних матчах у складі національної збірної Албанії. Був учасником першого в історії албанської збірної великого міжнародного турніру — чемпіонату Європи 2016 року.
| Дата       | Місто          | Господарі  | Результат | Гості                | Турнір                               | Голи | Примітки |
| ---------- | -------------- | ---------- | --------- | -------------------- | ------------------------------------ | ---- | -------- |
| 13-11-2015 | Приштина       | Косово     | 2 – 2     | Албанія              | товариський матч                     | -    | 63'      |
| 16-11-2015 | Тирана         | Албанія    | 2 – 2     | Грузія               | товариський матч                     | -    |          |
| 29-3-2016  | Люксембург     | Люксембург | 0 – 2     | Албанія              | товариський матч                     | -    |          |
| 15-6-2016  | Марсель        | Франція    | 2 – 0     | Албанія              | ЧЄ 2016 - 1-й етап                   | -    | 85'      |
| 31-8-2016  | Шкодер (місто) | Албанія    | 0 – 0     | Марокко              | товариський матч                     | -    | 61'      |
| 24-3-2017  | Палермо        | Італія     | 2 – 0     | Албанія              | Відбір до ЧС 2018                    | -    | 79'      |
| 28-3-2017  | Ельбасан       | Албанія    | 1 – 2     | Боснія і Герцеговина | товариський матч                     | -    |          |
| 11-6-2017  | Хайфа          | Ізраїль    | 0 – 3     | Албанія              | Відбір до ЧС 2018                    | -    | 82'      |
| 6-10-2017  | Аліканте       | Іспанія    | 3 – 0     | Албанія              | Відбір до ЧС 2018                    | -    |          |
| 9-10-2017  | Шкодер (місто) | Албанія    | 0 – 1     | Італія               | Відбір до ЧС 2018                    | -    |          |
| 13-11-2017 | Анталія        | Туреччина  | 2 – 3     | Албанія              | товариський матч                     | -    |          |
| 29-5-2018  | Цюрих          | Албанія    | 0 – 3     | Косово               | товариський матч                     | -    |          |
| 3-6-2018   | Евіан-ле-Бен   | Албанія    | 1 – 4     | Україна              | товариський матч                     | -    |          |
| 7-9-2018   | Ельбасан       | Албанія    | 1 – 0     | Ізраїль              | Ліга націй УЄФА 2018-2019 - 1-й етап | -    | 84'      |
| 10-9-2018  | Глазго         | Шотландія  | 2 – 0     | Албанія              | Ліга націй УЄФА 2018-2019 - 1-й етап | -    | 90+1'    |
| 10-10-2018 | Ельбасан       | Албанія    | 0 – 0     | Йорданія             | товариський матч                     | -    | 9'       |
| 17-11-2018 | Шкодер (місто) | Албанія    | 0 – 4     | Шотландія            | Ліга націй УЄФА 2018-2019 - 1-й етап | -    |          |
| 20-11-2018 | Ельбасан       | Албанія    | 1 – 0     | Уельс                | товариський матч                     | -    |          |
| 22-3-2019  | Шкодер (місто) | Албанія    | 0 – 2     | Туреччина            | Відбір до ЧЄ 2020                    | -    |          |
| 8-6-2019   | Рейк'явік      | Ісландія   | 1 – 0     | Албанія              | Відбір до ЧЄ 2020                    | -    | 89'      |
| 11-6-2019  | Ельбасан       | Албанія    | 2 – 0     | Молдова              | Відбір до ЧЄ 2020                    | -    |          |
| 10-9-2019  | Ельбасан       | Албанія    | 4 – 2     | Ісландія             | Відбір до ЧЄ 2020                    | -    | 66'      |
| 11-10-2019 | Стамбул        | Туреччина  | 1 – 0     | Албанія              | Відбір до ЧЄ 2020                    | -    |          |
| 14-10-2019 | Кишинів        | Молдова    | 0 – 4     | Албанія              | Відбір до ЧЄ 2020                    | -    |          |
| 14-11-2019 | Ельбасан       | Албанія    | 2 – 2     | Андорра              | Відбір до ЧЄ 2020                    | -    |          |
| 17-11-2019 | Тирана         | Албанія    | 0 – 2     | Франція              | Відбір до ЧЄ 2020                    | -    |          |
| 4-9-2020   | Мінськ         | Білорусь   | 0 – 2     | Албанія              | Ліга націй УЄФА 2020-2021 - 1-й етап | -    |          |
| 11-10-2020 | Алмати         | Казахстан  | 0 – 0     | Албанія              | Ліга націй УЄФА 2020-2021 - 1-й етап | -    |          |
| 14-10-2020 | Вільнюс        | Литва      | 0 – 0     | Албанія              | Ліга націй УЄФА 2020-2021 - 1-й етап | -    |          |
| 11-11-2020 | Ельбасан       | Албанія    | 2 – 1     | Косово               | товариський матч                     | -    | 46'      |
| 15-11-2020 | Тирана         | Албанія    | 3 – 1     | Казахстан            | Ліга націй УЄФА 2020-2021 - 1-й етап | -    |          |
| 18-11-2020 | Тирана         | Албанія    | 3 – 2     | Білорусь             | Ліга націй УЄФА 2020-2021 - 1-й етап | -    |          |
| 28-3-2021  | Тирана         | Албанія    | 0 – 2     | Англія               | Відбір до ЧС 2022                    | -    |          |
| 31-3-2021  | Серравалле     | Сан-Марино | 0 – 2     | Албанія              | Відбір до ЧС 2022                    | -    |          |
| 5-6-2021   | Кардіфф        | Уельс      | 0 – 0     | Албанія              | товариський матч                     | -    | 46'      |
| 8-6-2021   | Прага          | Чехія      | 3 – 1     | Албанія              | товариський матч                     | -    | 71'      |
| 9-10-2021  | Будапешт       | Угорщина   | 0 – 1     | Албанія              | Відбір до ЧС 2022                    | -    | 30' 69'  |
| 12-10-2021 | Тирана         | Албанія    | 0 – 1     | Польща               | Відбір до ЧС 2022                    | -    |          |
| 12-11-2021 | Лондон         | Англія     | 5 – 0     | Албанія              | Відбір до ЧС 2022                    | -    |          |
| 6-6-2022   | Рейк'явік      | Ісландія   | 1 – 1     | Албанія              | Ліга націй УЄФА 2022-2023 - 1-й етап | -    | 82'      |
| 10-6-2022  | Тирана         | Албанія    | 1 – 2     | Ізраїль              | Ліга націй УЄФА 2022-2023 - 1-й етап | -    | 84'      |
| 13-6-2022  | Тирана         | Албанія    | 0 – 0     | Естонія              | товариський матч                     | -    | 46'      |
| 24-9-2022  | Тель-Авів      | Ізраїль    | 2 – 1     | Албанія              | Ліга націй УЄФА 2022-2023 - 1-й етап | -    | 46'      |
| 27-9-2022  | Тирана         | Албанія    | 1 – 1     | Ісландія             | Ліга націй УЄФА 2022-2023 - 1-й етап | -    |          |
| Усього     |                | Матчів     | 44        |                      | Голів                                | 0    |          |

## Титули і досягнення
- Володар Суперкубка Албанії (1):

Егнатія: 2024
Збірні
- Чемпіон світу (U-17): 2009